# Vía verde del Carrilet I

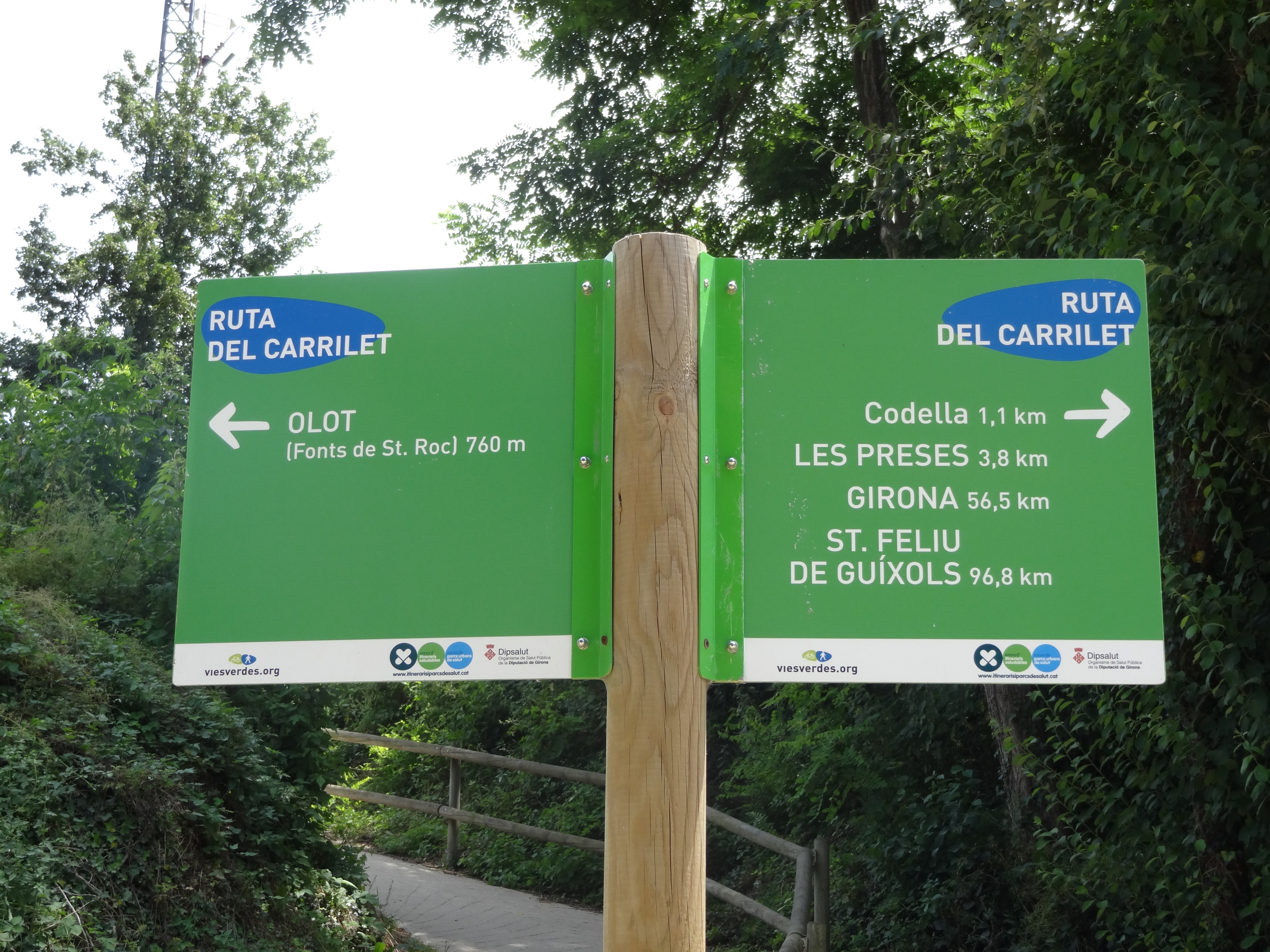
Indicador de la ruta

La vía verde del Carrilet I es una vía verde de 57 km de recorrido, con una pendiente suave desde su lugar de partida en Olot (440 m) hasta el de llegada en Gerona (70 m), y con su punto más elevado en el collado de En Bas, a 558 metros sobre el nivel del mar. Atraviesa tres comarcas, doce pueblos, recorre los valles de los ríos Fluvià, Brugent y Ter, y conecta en Gerona con la vía verde del Carrilet IIque se extiende otros 39,7 km hasta San Felíu de Guixols. El Camino Natural de la Vía Verde del Carrilet I está incluido en la Red de Caminos Naturales del Ministerio de Agricultura, Pesca y Alimentación.
La Ruta del Carrilet I atraviesa parajes de gran importancia paisajística, ecológica y cultural. Se inicia en la zona volcánica de la Garrocha y, siempre siguiendo el recorrido del carrilet (1911-1969), el antiguo tren de vía estrecha, llega hasta el valle del Ter y las dehesas de Salt y Gerona. La vía que antiguamente unía la Garrocha y el Gironés permite ahora conocer los recursos naturales de la zona Volcánica de la Garrocha, el castillo de Hostolés y los núcleos urbanos de San Esteban de Bas, San Felíu de Pallarols, Amer, Anglés, la antigua estación restaurada de La Cellera de Ter, Bescanó y Gerona, entre otros. En Amer la estación tiene un punto de información turística, y los antiguos talleres han sido reformados para albergar el Parque de Bomberos. Espacios como las dehesas de Salt o de Gerona se integran asimismo en esta ruta, que transcurre cercana al Ter en su último tramo y permite observar los aprovechamientos que se han hecho de los recursos hidráulicos del río.

En Geron, puede conectarse con la Ruta del Tren Pinxo, de 30 km a Bañolas y Seriñá.

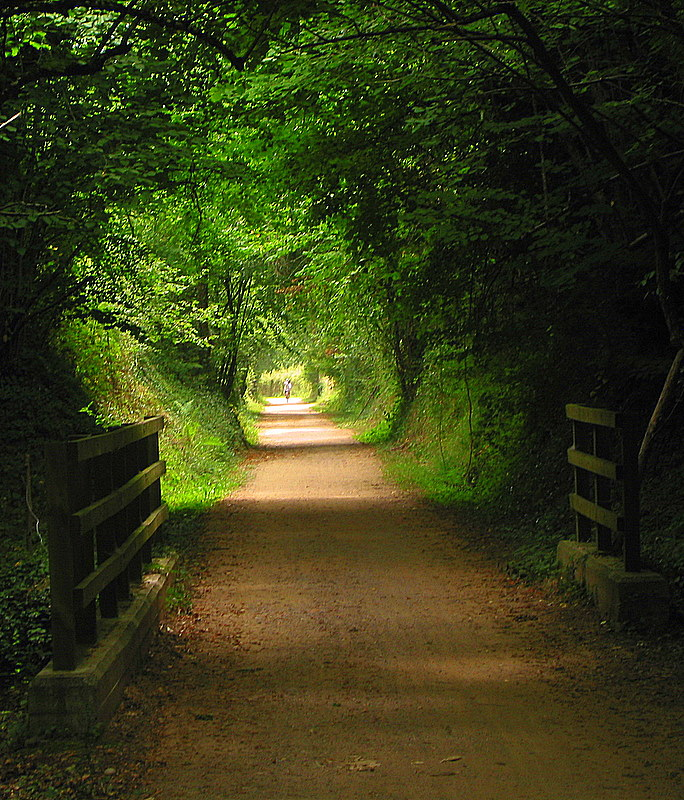
Tramo de sombra
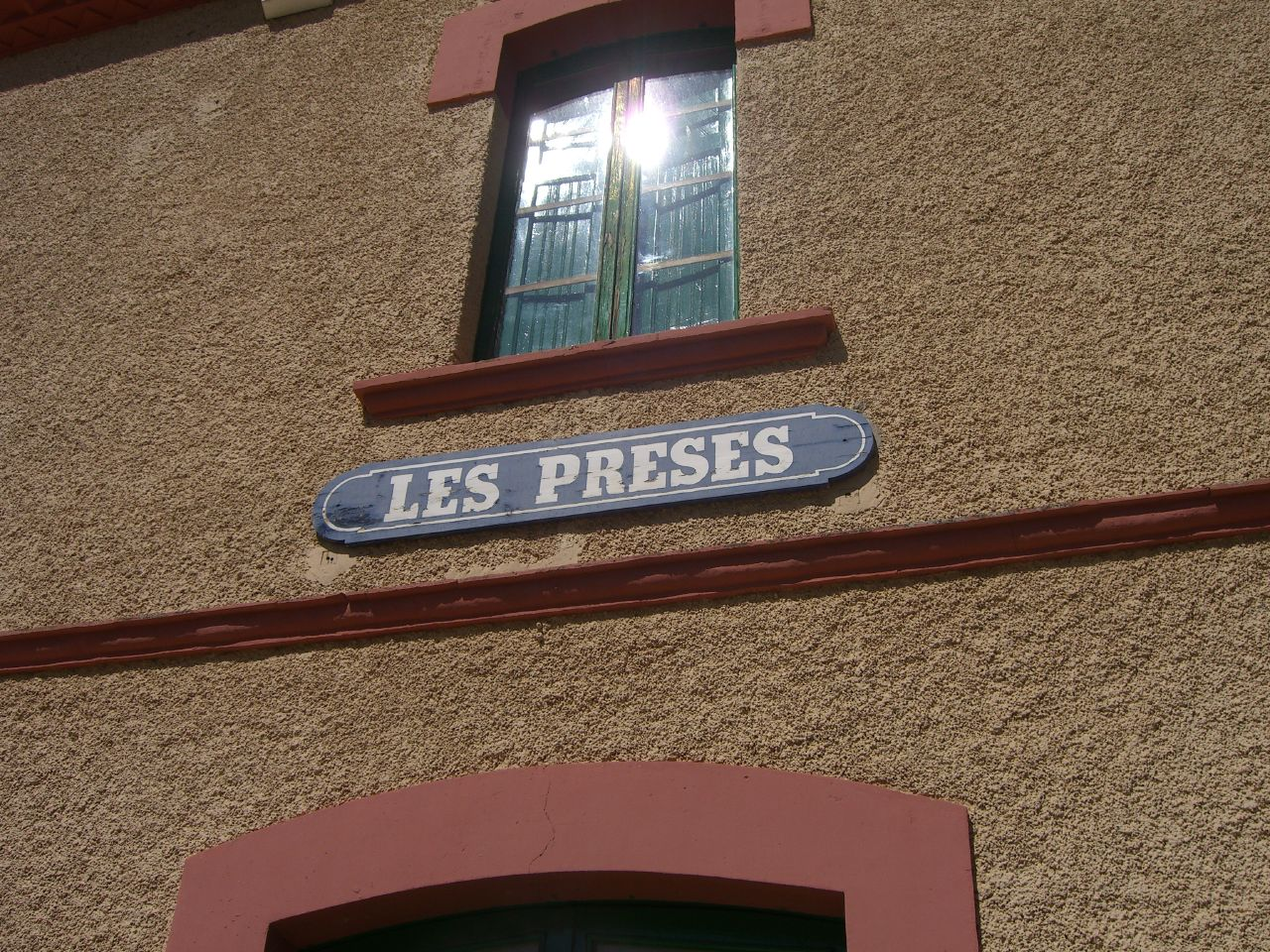
Estación de Les Preses
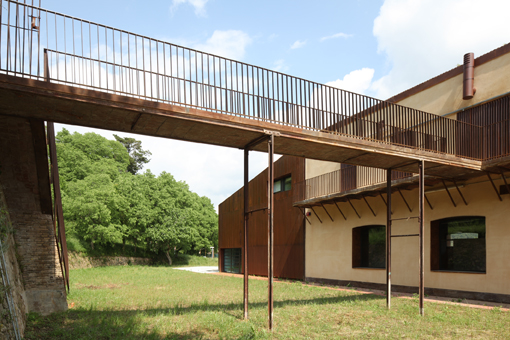
Parque de Bomberos de Amer, en los antiguos talleres reformados por Mizien Arqutitectura.
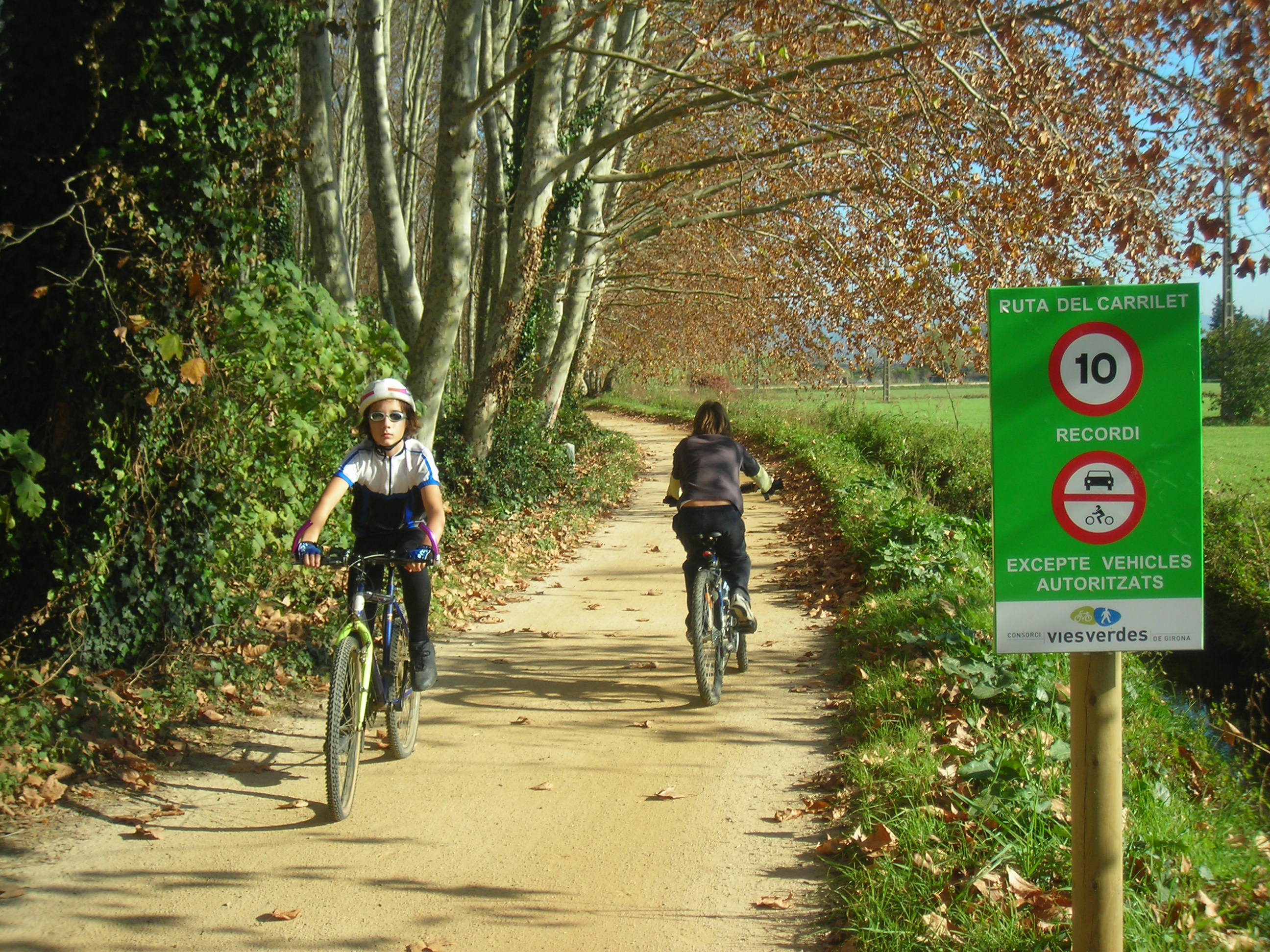
Bescanó